# Jogo eletrônico independente

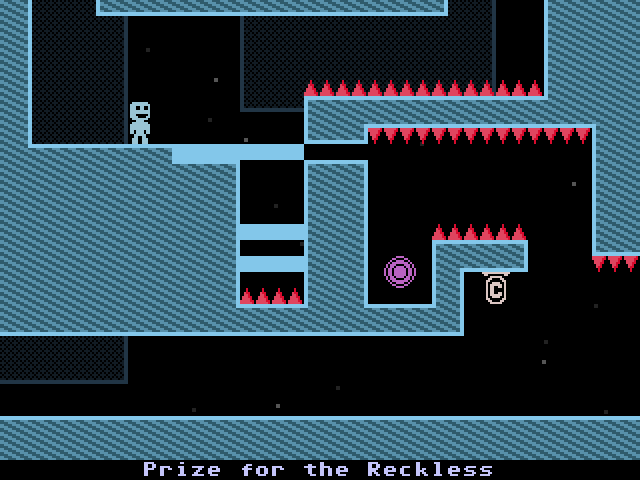
O VVVVVV é um exemplo do jogo eletrônico independente, foi lançado em 2010 pelo Terry Cavanagh

Jogos eletrônicos independentes (depois modernamente referidos como indie games ou jogos indie) são jogos eletrônicos criados por uma pessoa ou pequenas equipes com, ou sem apoio financeiro de publicadoras de jogos eletrônicos, e frequentemente focam em inovação, assim como apoiam-se na distribuição digital. Eles têm aumentado nos últimos anos, principalmente devido aos novos métodos de distribuição on-line e ferramentas de desenvolvimento.
Ultimamente, existe uma discussão sobre o que "é" e o que "não é" jogo independente. Embora não seja consenso entre os profissionais da área, costuma-se atribuir o título indie game ou jogo indie aos jogos produzidos por estúdios que começaram de maneira independente, sem financiamento externo, mesmo que essa empresa já tenha crescido bastante e se consolidado no mercado. Algumas empresas (ou estúdios) indie se tornaram tão grandes que chegaram a ultrapassar a impressionante marca de 50 funcionários em sua equipe, colocando sua posição de desenvolvedor independente em cheque. O termo indie é simplesmente um termo curto do termo independente na cultura moderna popular.
Alguns jogos eletrônicos independentes tornaram-se muito bem-sucedidos, como Braid, World of Goo, Minecraft, Five Nights at Freddy's e Limbo. Alguns até ganharam prêmios importantes como o The Game Awards British Academy Games Awards Hollow Knight

## Visão global
Não há exatamente uma definição amplamente aceita sobre o que constitui um "jogo independente". Entretanto, geralmente os jogos independentes compartilham de certas comunalidades: eles são desenvolvidos por uma pessoa, pequenas equipes ou pequenas companhias independentes, e, tipicamente, jogos independentes são menores que os populares títulos comerciais. Desenvolvedores de jogos independentes não são financeiramente apoiados por publicadoras e normalmente têm pouca ou nenhuma verba disponível, assim, geralmente contam com esquemas de distribuição digital na Internet. Sendo independentes, as desenvolvedoras não têm o controle de interesse ou limites criativos, e não requerem aprovação como normalmente ocorre nas principais publicadoras de jogos eletrônicos. Assim, decisões de design também não são limitadas devido à verba alocada, e, além disso, equipes menores aumentam o envolvimento individual. Por esses motivos, jogos independentes são conhecidos por sua inovação, criatividade, e experimento artístico. Os desenvolvedores também podem ser limitados em capacidade de criar gráficos, então eles têm que contar com a inovação na jogabilidade. Ambos gêneros clássicos de jogos e inovação na jogabilidade têm sido vistos, porém, ser "indie" não significa que o jogo se concentra na inovação.
Todavia, jogos independentes não devem ser confundidos com desenvolvimento de jogos como um passatempo, já que desenvolvedores independentes são geralmente mais direcionados para a criação de um produto do que aqueles que criam jogos como hobby. Muitos que desenvolvem jogos como hobby criam mods de jogos existentes, ou trabalham com tecnologias específicas, ou componentes de jogos. Esses que têm o desenvolvimento de jogos como hobby normalmente produzem produtos não comerciais e podem ser desde novatos até veteranos da indústria.

## Indústria
Os jogos independentes começaram nos PCs, e continuam proeminentes. Eles tiveram um aumento através da distribuição de shareware no início da década de 1990. No entanto, com o avanço da tecnologia, exigências e muitas expectativas dos usuários tornaram os jogatina Indie menos proeminentes. Videojogos modernos ultrapassaram a capacidade de um único desenvolvedor para produzir.
O desenvolvimento de jogos independentes tem se acentuado desde a segunda metade de 2010. A indústria de jogos independentes tem tido um constante crescimento de interesse e popularidade. Isso se deve principalmente à distribuição digital, que permite tanto aos desenvolvedores publicar seus jogos quanto aos jogadores fazerem o download desses jogos em plataformas como a XBLA, PS3, WII, Steam, ou o OnLive. Similarmente, desenvolvedores têm acesso a ferramentas como o Adobe Flash, Unity3D, Microsoft XNA e pacotes de software, como o Game Maker.
Como a indústria convencional de videojogos é comparável à indústria convencional de filmes, a indústria de jogos independentes também é comparável a indústria de filmes independentes. No entanto, a distribuição de jogos está migrando para o mercado on-line. Para desenvolvedores, o marketing on-line é muito mais lucrativo e muito mais prontamente disponível do que o marketing de varejo. Contudo, portais de distribuição têm sido criticados por coletarem uma grande porção do rendimento do jogo: em 2008, um desenvolvedor podia ganhar em torno de 17% do preço de varejo do jogo, e por volta de 85% se vendido digitalmente. Isso também leva ao aparecimento de mais projetos criativos "arriscados". Além disso, a expansão de redes sociais apresentou os jogos eletrônicos aos jogadores casuais.

É discutido o quão proeminente são os jogos independentes atualmente na indústria de videogames. A maioria dos jogos não são amplamente conhecidos ou bem-sucedidos e a atenção da mídia permanece com os títulos convencionais. Isso pode ser atribuído à falta de marketing para jogos independentes. Esses jogos podem ser dirigidos a nichos de mercado.
Muitos jogos independentes estão envolvidos com várias exposições comerciais independentes, como o Independent Games Festival ou a Indiecade.
Apesar de jogos eletrônicos independentes serem desenvolvidos por pequenas equipes, este pode não ser o caso no futuro.